# Perforatella bidentata
Perforatella bidentata is een slakkensoort uit de familie van de Hygromiidae. De wetenschappelijke naam van de soort werd voor het eerst geldig gepubliceerd in 1791 door Johann Friedrich Gmelin.

## Kenmerken
Het bolvormige slakkenhuisje met conische schroefdraad is 5 tot 7 mm hoog en 6,5 tot 8,5 mm breed. Het heeft zeven tot acht licht convexe, langzaam toenemende windingen gescheiden door een ondiepe hechtdraad. De onderkant is wat afgeplat. Op de laatste winding, die iets afdaalt van het windingvlak net voor de mondrand, bevindt zich een afgeronde uitstulping boven de omtrek. De mond is enigszins hoekig in dwarsdoorsnede, enigszins afgeplat aan de boven- en onderkant. Het mondoppervlak is zeer schuin ten opzichte van de windingas. De snuitrand buigt naar buiten en is verdikt met een glanzende, witachtige lip. Aan de onderkant van de mond zijn er twee sterke en stompe tanden, een basale en een palatinale tand, die overeenkomen met kleine kuiltjes aan de buitenkant van de mondrand. De zeer smalle navel wordt bijna volledig bedekt door de gebogen spilrand.
De lichtbruine schil van de schelp is ondoorzichtig tot licht transparant. Het oppervlak vertoont duidelijke en regelmatige groeilijnen. Aan de rand is meestal een witte band aanwezig. Het zachte lichaam is grijszwart op de rug, licht aan de zijkanten en zool. De antennes zijn erg lang.

### Vergelijkbare soorten
Perforatella bidentata verschilt van Petasina edentula door de twee snuittanden, die de laatste soort niet heeft. Perforatella dibothrion heeft een grotere schaal, dichtere bevestigingsbanden en een stompe rand op de laatste winding aan de omtrek. Petasina unidentata heeft slechts één tand in zijn mond.

## Geografische spreiding en leefgebied
Het verspreidingsgebied van Perforatella bidentata strekt zich wijd uit van Oost-Frankrijk (Vogezen), Duitsland, Denemarken, Polen, Oekraïne tot West-Rusland. In het noorden strekt het zich uit tot Zuid-Zweden, Zuid-Finland en Noord-Rusland (regio St. Petersburg-Novgorod), in het zuiden tot de Alpen, verder naar het oosten tot Oostenrijk en Hongarije.
Perforatella bidentata is vochtminnend en leeft op de grond in het bladafval van vochtige elzenbossen en stroken hout langs waterpartijen of andere vochtige plekken in oude bossen.